# Darnycja (stacja kolejowa)
Darnycja – stacja kolejowa w rejonie darnyckim, w Kijowie, na Ukrainie. Stacja posiada 4 perony. Dziennie korzysta z niej około 60 tys. pasażerów.
Podczas II wojny światowej, 8 kwietnia 1944 roku, 1 Samodzielny Dywizjon Artylerii Przeciwlotniczej Wojska Polskiego dowodzony przez ppłk. Włodzimierza Sokołowskiego stoczył tu wspólnie z dywizjonem sowieckim bitwę z niemieckim lotnictwem prowadzącym nalot na węzeł kolejowy. Oba dywizjony strąciły dwa niemieckie bombowce.